# Teviot Brook
Teviot Brook är ett vattendrag i Australien. Det ligger i delstaten Queensland, omkring 43 kilometer söder om delstatshuvudstaden Brisbane.
I omgivningarna runt Teviot Brook växer huvudsakligen savannskog. Runt Teviot Brook är det ganska tätbefolkat, med 54 invånare per kvadratkilometer. Genomsnittlig årsnederbörd är 1 424 millimeter. Den regnigaste månaden är januari, med i genomsnitt 275 mm nederbörd, och den torraste är oktober, med 21 mm nederbörd.